# 阿納托利夫卡 (多布羅韋利奇基夫卡區)
48°34′11″N 31°5′3″E / 48.56972°N 31.08417°E
阿納托利夫卡（烏克蘭語：Анатолівка），是烏克蘭中部的村莊，隸屬基洛夫格勒州的新烏克蘭卡區。該村始建於1883年，面積0.2平方公里，海拔高度149米，2001年人口30，人口密度每平方公里147.8人。